# Graben (Bad Waldsee)
Graben ist ein Ortsteil der Stadt Bad Waldsee im Landkreis Ravensburg in Baden-Württemberg. Der Weiler liegt rund fünf Kilometer nordöstlich des Stadtzentrums.

## Lage
Graben liegt auf dem Haisterkircher Rücken und ist mit 721 Metern über dem Meeresspiegel der höchstgelegene Wohnplatz von Bad Waldsee. Der Weiler befindet sich in der nordöstlichen Ecke des Stadtgebiets. Die Gemarkung Graben grenzt im Osten an das Gebiet von Bad Wurzach und ist auf der Bad Waldseer Seite von der Gemarkung Haisterkirch umschlossen. Die Straßenanbindung erfolgt über Gemeindeverbindungswege von Eggmannsried, Wengen und Osterhofen. Zudem führt ein Feldweg zur südlich auf dem Haistergauer Rücken gelegenen St. Sebastianskapelle.
Abgesehen von kleinen Waldflächen im südlichen Bereich des Wenger Riedle und im Geißgraben sowie den im Landschaftsschutzgebiet oder den Biotopen vorhandenen Waldanteilen, wird die Gemarkung Graben überwiegend von offener Landschaft geprägt. Diese offene Struktur ermöglicht eine gute Übersicht über das Gebiet, wobei die eigentlichen Waldgebiete die Gemarkungsgrenzen klar definieren.

## Nachbarorte
Graben ist durch Gemeindeverbindungswege mit den Nachbarorten Osterhofen im Westen, Wengen im Osten und Eggmannsried im Norden verbunden. Die Verbindung nach Wengen führt dabei über die Grabener Höhe.

## Sehenswürdigkeiten

### Marienkapelle

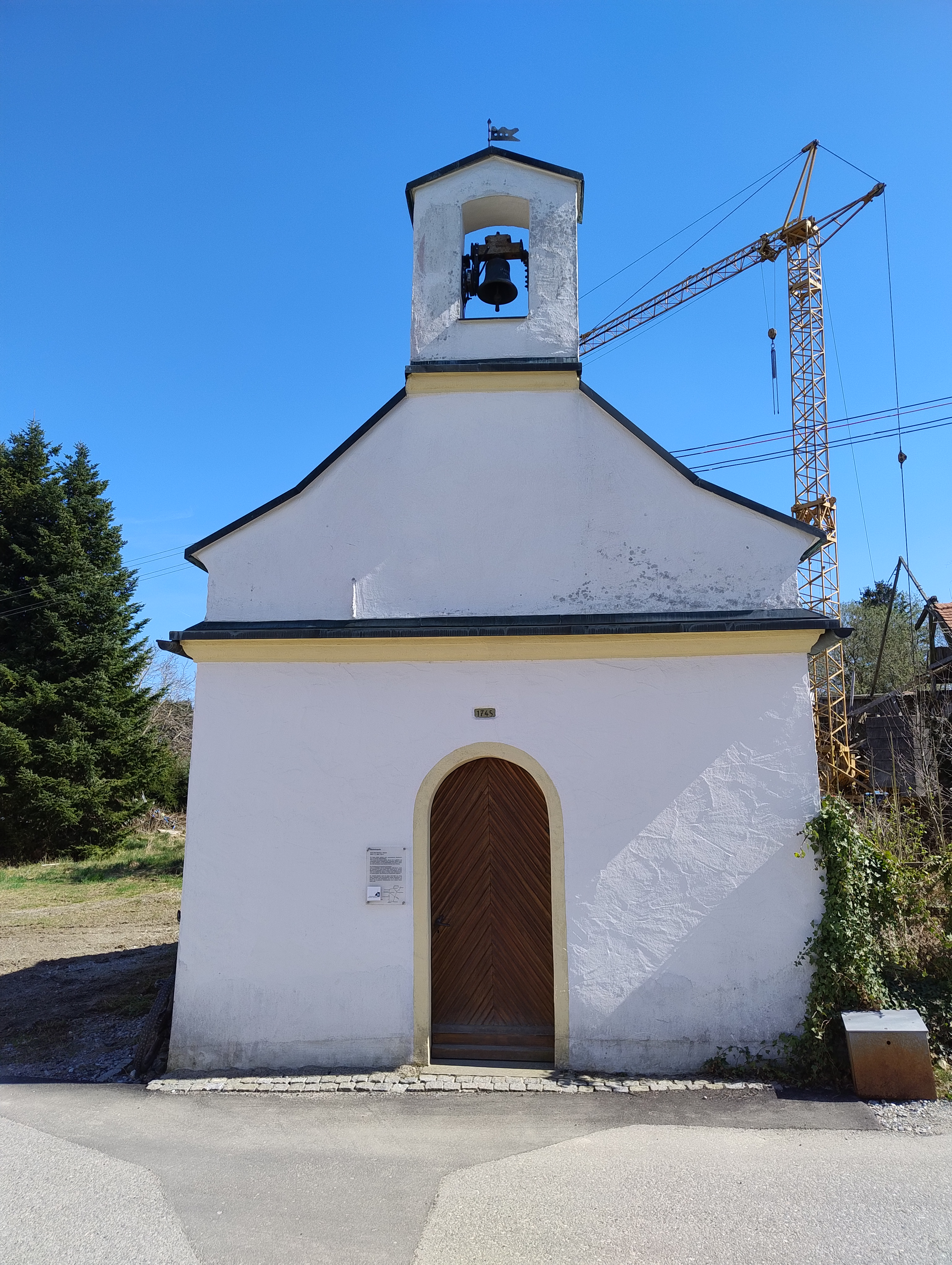
Die Marienkapelle in Graben

Die 1745 erbaute Marienkapelle in Graben beherbergt wertvolle Ausstattungsstücke, darunter Votivbilder und Heiligenfiguren. Sie ist ein Ort der Andacht für die Einwohner und spiegelt die religiöse Tradition der Region wider.

## Grabener Höhe
Die Grabener Höhe ist nicht nur für ihre Aussicht bekannt, sondern auch für ihre vielfältigen Freizeitmöglichkeiten. Ein 2023 erneuerter Kinderspielplatz mit modernen Geräten lädt Familien zum Spielen ein, während die Grillstelle mit Sitzgelegenheiten zum Verweilen einlädt. Ein besonderes Highlight ist der MTB-Kiddiparkour, der kleinen Mountainbike-Fahrern eine sichere Umgebung zum Üben bietet. Zudem ist die Grabener Höhe ein beliebter Ausgangspunkt für Wanderungen und Radtouren durch die malerische Landschaft.

## Gewässer

### Tobelbach
Der Tobelbach entspringt am nordwestlichen Rand der Gemarkung Graben, direkt an der Grenze zu Haisterkirch, im Flurgebiet Gaisgraben. Von dort fließt er hangabwärts in Richtung Osterhofer Ach und mündet in diese.

### Mühlbach
In der südwestlichen Ecke der Gemarkung Graben entspringt der Mühlbach, der durch den Ortskern von Graben fließt und sich von dort aus grob entlang des Verbindungswegs nach Eggmannsried erstreckt.

## Schutzgebiete

### Landschaftsschutzgebiet Grabener Höhe
Das Landschaftsschutzgebiet Grabener Höhe (LSG 4.36.014) ist ein verordnetes Schutzgebiet im Landkreis Ravensburg, Baden-Württemberg. Es umfasst eine Fläche von 21,1163 Hektar und liegt vollständig auf dem Gebiet der Stadt Bad Waldsee. Das Schutzgebiet wurde am 1. Oktober 1969 verordnet und wird vom Landratsamt Ravensburg verwaltet. Es befindet sich in der naturräumlichen Einheit der Riß-Aitrach-Platten.

### Biotope
- Nasswiese S Graben: Im Bereich Wenger Riedle südlich von Graben befindet sich eine 0,5010 Hektar große, nach BNatSchG geschützte Nasswiese mit Seggen- und Binsenbewuchs, die durch einen Entwässerungsgraben geteilt ist und sich durch eine vielfältige Vegetation auszeichnet.[5]
- Auwaldstreifen südwestlich Graben: Südwestlich von Graben liegt ein 0,05 Hektar großer, geschützter Auwaldstreifen am Mühlbach, der eine Sickerquelle und eine vielfältige Vegetation aufweist.[6]
- Naßgrünland südwestlich Graben: Direkt am südwestlichen Ortsrand von Graben erstreckt sich ein 0,2576 Hektar großes, geschütztes Nassgrünland mit Röhricht- und Seggenbeständen.[7]
- Naturnaher Bachabschnitt Graben: Nördlich des Ortszentrums von Graben liegt ein 0,003 Hektar großer, geschützter Bachabschnitt mit naturnahem Verlauf. Die Ufervegetation dieses schmalen Wiesenbachs, der durch eine Talsenke fließt, ist geprägt von Korbweiden, Waldsimse und Flutendem Schwaden.[8]
- Gehölze nördlich Graben: Nördlich des Ortszentrums von Graben, am Mühlbach und in Richtung Bühlerhof, erstrecken sich 0,5453 Hektar geschützte Feldhecken und Feldgehölze. Das Gebiet besteht aus fünf Teilflächen mit unterschiedlichen Gehölzstrukturen, darunter Baumhecken mit Eschen und artenreicher Strauchschicht, ein Feldgehölz mit Eschen, Trauben-Kirsche und Giersch, eine Hecke entlang des Baches mit Hasel sowie eine hochwüchsige Baumhecke. Die südlichste Teilfläche, fast im Ortszentrum gelegen, ist eine Baumhecke mit Traubenkirsche. Das Gebiet ist von lokaler Bedeutung und beherbergt eine Vielfalt an Pflanzenarten.[9]

## Sport
- Die Grabener Höhe dient aufgrund ihres Parkplatzes als beliebter Ausgangspunkt für Wanderungen in der Umgebung.
- Graben ist bei Rennradfahrern sehr bekannt, da hier seit über 30 Jahren das Zeitfahren zur Grabener Höhe stattfindet[10]. Die Teilnehmer fahren dabei von Bad Waldsee über Osterhofen und Graben zum Ziel auf der Grabener Höhe. Aber auch die Anstiege von Eggmannsried über Graben oder von Wengen zur Grabener Höhe sind als Trainingshänge sehr beliebt. Diese Wege bieten anspruchsvolle Steigungen und eine abwechslungsreiche Landschaft, die das Training besonders attraktiv machen.